# 71° Noord
71° Noord is een reality-televisieprogramma, oorspronkelijk uit Noorwegen. Sinds 2006 werd het in België uitgezonden en sinds 2008 ook in Nederland.

## Format
Tien deelnemers maken drie weken lang een tocht door Noorwegen, van het zuiden naar het noorden (de Noordkaap). De reis is verdeeld in twaalf verschillende etappes, bij deze etappes moeten de kandidaten een opdracht uitvoeren, hierbij kan na elke etappe een kandidaat afvallen.

## Seizoenen

### Seizoen 1
Het eerste seizoen van 71° Noord was te zien op KanaalTwee in 2006 en werd gepresenteerd door Evi Hanssen. Dat eerste seizoen werd gewonnen door Stijn uit Zonhoven.

### Seizoen 2
In 2008 maakt de Nederlandse zender RTL 5 samen met de Vlaamse zender 2BE een nieuwe versie. Aan deze tocht doen dan bekende Nederlanders en Vlamingen mee. Vanaf 6 maart werd het uitgezonden in Vlaanderen, in Nederland begon het op 13 maart.
De deelnemers zijn:
- Nederlanders:
  - Xander de Buisonjé, zanger
  - Dennis van der Geest, judoka
  - Lucia Rijker, ex-kickbokster
  - Kim Feenstra, model
  - Margje Teeuwen, ex-hockeyspeelster, presentatrice
- Vlamingen:
  - Anne-Marie Ilie, model
  - Herr Seele, striptekenaar
  - Maya Detiège, politica
  - Stefan Everts, motorcrosser
  - Stijn Peeters, architect en manager van broer Bart Peeters

| Kandidaten           | Land      | Eindranking |
| -------------------- | --------- | ----------- |
| Xander de Buisonje   | Nederland | Winnaar     |
| Dennis van der Geest | Nederland | 2de         |
| Stijn Peeters        | België    | 3de         |
| Stefan Everts        | België    | 4de         |
| Maya Detiège         | België    | 5de         |
| Kim Feenstra         | Nederland | 6de         |
| Herr Seele           | België    | 7de         |
| Lucia Rijker         | Nederland | 8ste        |
| Anne-Marie Illie     | België    | 9de         |
| Margje Teeuwen       | Nederland | 10de        |

### Seizoen 3
In het najaar van 2008 werd er een nieuw seizoen opgenomen in Noorwegen. Aan de opnamen kwam een einde toen presentator Ernst-Paul Hasselbach en productieassistente Leentje Custers overleden na een verkeersongeluk.
De productieploeg, copresentatrice Karoline Kamosi en de Vlaamse deelnemers Lien Van de Kelder, Annelien Coorevits, Johan Museeuw, Wouter Van Bellingen en Heidi Rakels en de Nederlandse deelnemers Rebecca Loos, John de Wolf, John van Lottum, Fajah Lourens en Joep Sertons keerden direct terug naar huis. Het gevolg hiervan was dat het derde seizoen niet werd uitgezonden.

### Seizoen 4
Aan het einde van 2009 presenteerde Ruben Nicolai samen met de Vlaamse Karoline Kamosi een nieuw seizoen. Het programma verhuisde in Vlaanderen van 2BE naar VTM en in Nederland nam de AVRO het over van RTL 5.
De deelnemers zijn:
- Vlamingen:
  - Stan Van Samang zanger / acteur
  - Eline De Munck actrice / zangeres
  - Flor Koninckx politicus
  - Thomas Van Hemeledonck nieuwsanker
  - Anouck Lepere topmodel
- Nederlanders:
  - Christijan Albers autocoureur
  - Dick Jol ex-scheidsrechter
  - Stacey Rookhuizen platenbaas
  - Irene van de Laar presentatrice
  - Cystine Carreon actrice

| Kandidaten             | Land      | Eindranking |
| ---------------------- | --------- | ----------- |
| Stacey Rookhuizen      | Nederland | Winnaar     |
| Thomas Van Hemeledonck | België    | 2de         |
| Stan Van Samang        | België    | 3de         |
| Cystine Carreon        | Nederland | 4de         |
| Flor Koninckx          | België    | 5de         |
| Christijan Albers      | Nederland | 6de         |
| Dick Jol               | Nederland | 7de         |
| Eline De Munck         | België    | 8ste        |
| Irene van de Laar      | Nederland | 9de         |
| Anouck Lepere          | België    | 10de        |

### Seizoen 5
Seizoen 5 van 71° Noord zou oorspronkelijk in oktober 2011 in Noorwegen worden opgenomen. Omdat een paar vaste leden van het begeleidingsteam niet mee konden, waren de opnamen uitgesteld tot voorjaar 2012. Onder de kandidaten zouden onder anderen Kees Tol en Dean Saunders behoren. Art Rooijakkers zou de vijfde serie presenteren. Het programma werd nooit uitgezonden.